# Rhogeessa aeneus
Rhogeessa aeneus är en fladdermus i familjen läderlappar som förekommer i Mexiko. Populationen listades tidigare som synonym till Rhogeessa tumida och sedan 1990-talet godkänns taxonet som art.
Denna fladdermus har i princip samma utseende som Rhogeessa tumida. Öronen är med en längd av 10 till 12 mm lite kortare. Den tydligaste skillnaden finns i djurens genetiska egenskaper. Hos Rhogeessa aeneus är honor lite större än hannar. Vuxna exemplar är med svans 63 till 79 mm långa, svansen är 26 till 36 mm lång och vikten varierar mellan 3 och 5 g. Bakfötterna är 4 till 6 mm långa och underarmarnas längd är 26 till 29 mm. Den diploida kromosomuppsättningen består av 32 kromosomer (2n=32).
Arten lever endemisk på Yucatánhalvön i södra Mexiko. Den vistas i skogar i låglandet. Rhogeessa aeneus kan anpassa sig till skogsbruk. Exemplare observerades nära byggnader.
För djuret är inga hot kända. Arten listas av IUCN som livskraftig (LC).